# Approximationssatz von Lück
Der Approximationssatz von Lück ist ein Lehrsatz aus dem mathematischen Gebiet der algebraischen Topologie. Er setzt die L2-Betti-Zahlen {\displaystyle b_{k}^{(2)}(X)} eines Raumes {\displaystyle X} in Beziehung zu den üblichen Betti-Zahlen {\displaystyle b_{k}(X_{i})} seiner endlichen Überlagerungen {\displaystyle X_{i}}.

## Aussage des Satzes
Sei {\displaystyle X} ein endlicher CW-Komplex mit residuell endlicher Fundamentalgruppe {\displaystyle \Gamma }. Wegen der residuellen Endlichkeit gibt es eine absteigende Kette von Normalteilern mit {\displaystyle \left[\Gamma \colon \Gamma _{i}\right]<\infty } und {\displaystyle \bigcap _{i}\Gamma _{i}=0}. Sei {\displaystyle X_{i}} die Überlagerung von {\displaystyle X} mit Deckgruppe {\displaystyle \Gamma _{i}}. Dann ist 
{\displaystyle b_{k}^{(2)}(X)=\lim _{i\to \infty }{\frac {b_{k}(X_{i})}{\left[\Gamma \colon \Gamma _{i}\right]}}.}
Sei insbesondere {\displaystyle \Gamma } eine endlich präsentierte, residuell endliche Gruppe und {\displaystyle \Gamma =\Gamma _{0}\supset \Gamma _{1}\supset \Gamma _{2}\supset \ldots } eine absteigende Kette von Normalteilern mit {\displaystyle \left[\Gamma \colon \Gamma _{i}\right]<\infty } und {\displaystyle \bigcap _{i}\Gamma _{i}=0}, dann ist
{\displaystyle b_{k}^{(2)}(\Gamma )=\lim _{i\to \infty }{\frac {b_{k}(\Gamma _{i})}{\left[\Gamma \colon \Gamma _{i}\right]}}.}
Der Approximationssatz gilt auch für Homologie mit Koeffizienten in einem beliebigen Körper der Charakteristik Null.

## Verallgemeinerung für Gitter in symmetrischen Räumen
Sei {\displaystyle X} ein symmetrischer Raum von nichtkompaktem Typ und {\displaystyle \Gamma _{n}} eine gleichmäßig diskrete Folge von kokompakten Gittern in {\displaystyle X}, für die {\displaystyle \Gamma _{n}\backslash X} gegen {\displaystyle X} Benjamini-Schramm-konvergiert. Dann ist 
{\displaystyle \lim _{i\to \infty }{\frac {b_{k}(\Gamma _{i})}{\operatorname {vol} (\Gamma _{i}\backslash X)}}=\beta _{k}^{(2)}(X)}
mit 
{\displaystyle \beta _{k}^{(2)}(X)=0} für {\displaystyle k\not ={\frac {1}{2}}\dim(X)}
und 
{\displaystyle \beta _{{\frac {1}{2}}\dim(X)}^{(2)}(X)={\frac {\chi (X^{d})}{\operatorname {vol} (X^{d})}}}
für den zu {\displaystyle X} dualen kompakten symmetrischen Raum.